# Heteropoda debalae
Heteropoda debalae là một loài nhện trong họ Sparassidae.
Loài này thuộc chi Heteropoda. Heteropoda debalae được Biswamoy Biswas & R. Roy miêu tả năm 2005.